# Leptochilus chittagongensis
Leptochilus chittagongensis là một loài dương xỉ trong họ Polypodiaceae. Loài này được Fraser-Jenk. & Gias mô tả khoa học đầu tiên năm 2008.
Danh pháp khoa học của loài này chưa được làm sáng tỏ. 